# Meadowbank (Nouvelle-Galles du Sud)
Pour les articles homonymes, voir Meadowbank.
Meadowbank est une banlieue de Sydney en Nouvelle-Galles du Sud, Australie.
Elle est située à 15 km du centre de Sydney, et fait partie de la zone d'administration de la Ville de Ryde. C'est une zone à la fois résidentielle et commerciale.